# Unter drei
Der Ausdruck Unter drei bezeichnet im journalistischen Jargon im deutschsprachigen Raum, dass eine Aussage gegenüber einem Journalisten von diesem nur als Hintergrundinformation verwendet werden darf. Das Geäußerte ist somit vertraulich. Der Journalist darf die Information daher weder zitieren noch deren Urheber preisgeben. Häufig wird eine solche Aussage auch als off the record bezeichnet.

## Sprachcodes
In der Kommunikation zwischen Journalisten und ihren Gesprächspartnern – etwa aus den Bereichen Politik, Justiz, Behörden und Organisationen mit Sicherheitsaufgaben oder Wirtschaft – stellt sich oft die Frage, wie die dabei gewonnenen Informationen durch den Journalisten verwertet werden dürfen. Gemäß Paragraph 16 der Satzung der Bundespressekonferenz wird eine Übereinkunft getroffen, die drei Codes unterscheidet:
- Unter eins – die Information darf bei direkter Nennung des Urhebers wörtlich wiedergegeben werden: „Bundeskanzlerin Merkel sagte: ‚Angesichts der aktuellen Finanzkrise hat die Bundesregierung …‘“
- Unter zwei – die Information und das Umfeld der Quelle dürfen zwar wiedergegeben, aber nicht direkt zitiert werden: „Wie aus Kreisen der CDU zu erfahren war, hat die Bundesregierung angesichts der aktuellen Finanzkrise …“
- Unter drei – die Information darf nicht öffentlich verwertet werden. Der Journalist hat sie ausschließlich für seinen eigenen Hintergrund erhalten. Das Gesagte kann aber Anlass für weitere Recherchen sein oder in Artikel und Kommentare des Journalisten indirekt einfließen.

## Einhaltung
Meist halten sich Journalisten an diese informelle Sprachregelung, da eine Nichtbeachtung den Journalisten in Zukunft von wertvollen Informationen abschneiden könnte und er in der gesamten Branche als nicht mehr vertrauenswürdig gelten würde. Zudem kann ein Journalist aus dem Verein der Bundespressekonferenz ausgeschlossen werden. Eine rechtliche Möglichkeit zur Durchsetzung dieser ungeschriebenen Regel gibt es jedoch nicht. Sie bleibt ein Gentlemen’s Agreement auf Vertrauensbasis. Der Pressekodex befasst sich in Ziffer 5 mit dieser Art der Absprachen. Dort heißt es:

„Die vereinbarte Vertraulichkeit ist grundsätzlich zu wahren.“

### Fälle von Vertrauensbrüchen
Ein aufsehenerregender Bruch der Vertraulichkeit solcher Hintergrundgespräche führte in den siebziger Jahren zur Rudel-Affäre, in deren Folge zwei Generäle der Bundeswehr entlassen wurden. Die beiden Luftwaffengeneräle Karl-Heinz Franke und Walter Krupinski baten zum „vertraulichen Pressegespräch“, nachdem sie entgegen ausdrücklicher Anweisung den rechtsextremen Piloten Hans-Ulrich Rudel zu einem Traditionstreffen auf dem Fliegerhorst Bremgarten eingeladen hatten. In diesem vertraulichen Pressegespräch entschuldigten sie die Einladung mit einem Vergleich der NS-Vergangenheit Rudels mit der KPD-Vergangenheit des Sozialdemokraten Herbert Wehner. Nach Bekanntwerden des Inhalts des Gesprächs versetzte der damalige Bundesverteidigungsminister Georg Leber die beiden Generäle in den Ruhestand.